# Christian Falocchi
Christian Falocchi (né le 30 janvier 1997 à Lovere) est un athlète italien, spécialiste du saut en hauteur.
Le 15 juillet 2017, après l'avoir amélioré à trois reprises lors des qualifications et de la finale, il porte son record personnel à 2,24 m au 2e essai, ce qui lui donne la médaille d'argent lors des Championnats d'Europe espoirs à Bydgoszcz à égalité de mesure avec Dzmitry Nabokau, tandis que son record en salle est de 2,25 m, le 4 février 2017 à Ancône. Le 2 février 2017, toujours à Ancône, il remporte le titre national espoirs en 2,18 m.
Il partage son domicile à Bergame avec Roberto Rigali.